# Sidospår

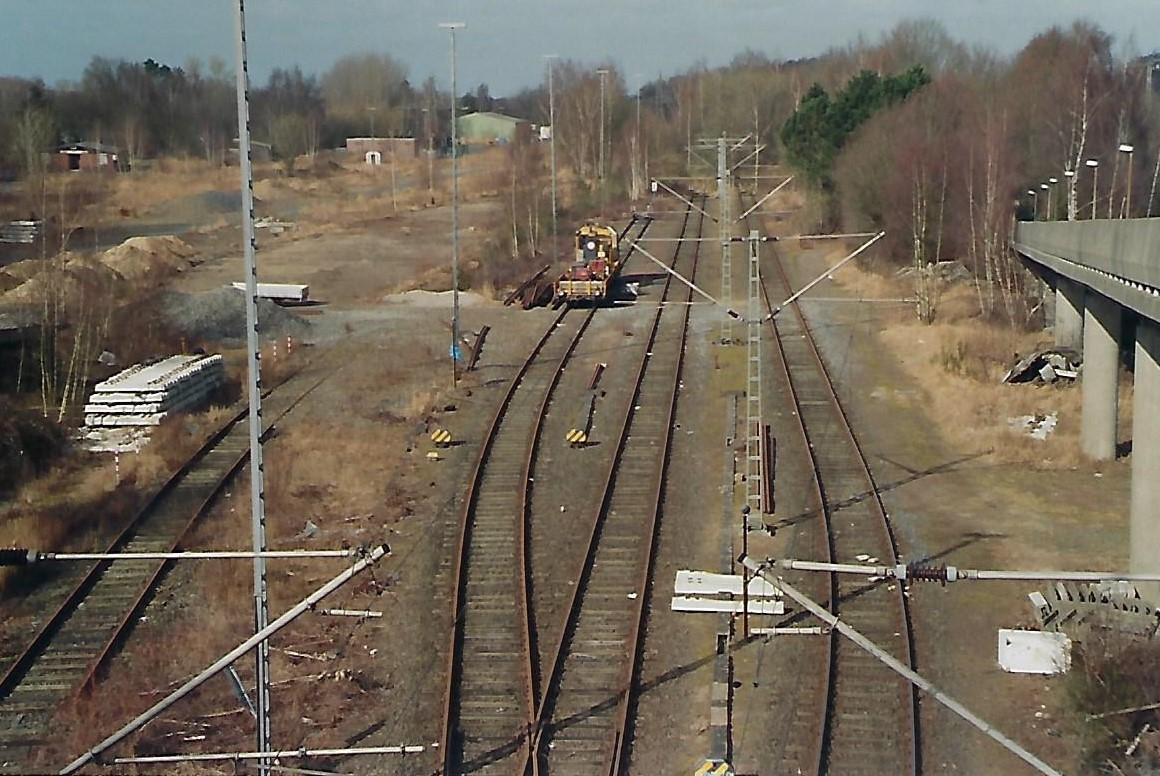
Sidospår i Tyskland.

Sidospår är ett spår, vanligen järnvägsspår, som inte är huvudspår. Det löper ofta jämsides med huvudspåret och används till exempelvis avställning och rangering. I Sverige regleras sidospår inom järnvägen av Trafikverkets trafikbestämmelser för järnväg (TTJ).
Sidospår används även bildligt om sådant som avviker från huvudämnet.